# Талантбеков, Аман
Аман Талантбеков (4 июля 1993) — киргизский футболист, полузащитник.

## Биография
В начале карьеры выступал за клубы высшей лиги Кыргызстана, аффилированные с бишкекским «Дордоем» — «Плаза» (Бишкек) и «Ала-Тоо» (Нарын). В 2016 году играл за основной состав «Дордоя», стал в том сезоне серебряным призёром чемпионата и обладателем Кубка Кыргызстана. 25 октября 2016 года сделал хет-трик в матче с «Алдиером» (13:0). В 2017 году играл за бишкекскую «Алгу».
В январе 2018 года перешёл в индийский «Ченнай Сити», но там не сыграл ни одного официального матча и уже в феврале покинул клуб.
Выступал за сборные Кыргызстана младших возрастов, в том числе молодёжную и олимпийскую.